# جعفر الخطيب
جعفر الخطيب هو جعفر بن الحسن المثنى بن الحسن بن علي بن أبي طالب الهاشمي القرشي.

## ذريته
- بنو الاخشيش، وهو القاسم بن محمد الادرع. وقيل: هو الاخشاشي وقيل: الاخشاشي الحسن بن جعفر بن محمد الادرع، ولا عقب له. وقيل: الاخشيش هو الحسن بن جعفر الخطيب.
- بنو مردم خوار، وهو علي بن الحسن مردم خوار ابن الحسين بن أحمد الشعراني ابن محمد الشعراني ابن الفاصم بن محمد الادرع.
- بنو أبي قيراط، وهو أبي الحسن محمد النقيب ببغداد ابن جعفر ابن محمد بن الحسن بن جعفر الخطيب، وابنه عبد الله الأزرق ويعرف بابي قيراط أيضا.
- بنو أبي الضوء وهو محمد، ويقال: احمد بن جعفر كوجك الجندي ابن أبي الفضل محمد بن جعفر بن الحسن بن جعفر الخطيب.
- بنو الجمال، وهو أبو عبد الله الحسين بن أبي الفضل محمد بن جعفر بن الحسن بن جعفر الخطيب، ومنهم بنو النايح ببغداد، وهو أبو جعفر أحمد بن عبيد الله بن محمد الجمال بن الحسين الجمال.
- الفواطم بالمغرب، وهم بنو أبي العباس محمد بن أبي علي محمد ابن جعفر بن الحسن بن جعفر الخطيب.